# احمد وارطام
احمد وارطام (انگلیسی: Ahmad Wartam؛ 1935 – ۲۹ نوامبر ۲۰۱۴ (۷۹ سال)) فوتبالیست اهل سنگاپور بود که در پست دروازه‌بان بازی می‌کرد.
از تیم‌هایی که در آن بازی کرده‌است می‌توان به تیم ملی فوتبال سنگاپور اشاره کرد.
وی در ۲۹ نوامبر سال ۲۰۱۴ به دلیل مشکلات قلبی و ریوی در سن ۷۹ سالگی درگذشت.